# Sverdrup (Mondkrater)
Sverdrup ist ein Einschlagkrater der Südpolregion des Mondes.
Der Krater liegt in der Nähe des Südpols, die Entfernung vom südlichen Kraterrand aus beträgt ca. 1°, das entspricht ca. 30 km. In nördlicher Richtung stößt man auf die Krater Kocher, Kuhn und Wiechert, die nächstgelegenen Krater sind de Gerlache im Osten und Shackleton am Südpol. Sverdrup liegt auf der erdabgewandten Seite.
Im Osten überlagert Sverdrup Teile des älteren Kraters Henson, weshalb man auch vom Sverdrup-Henson-Krater spricht.
Der Kraterboden ist relativ eben mit Steigungen von höchstens 5°.
Wegen der südpolnahen Lage sind Teile des Kraterinneren permanent beschattet.
Da dort Signaturen von Wasservorkommen gefunden wurden, ist diese Gegend für künftige Mondmissionen interessant.
Der Krater wurde 2000 von der IAU offiziell nach dem norwegischen Polarforscher Otto Sverdrup benannt.